# Sven Tumbas stipendium
Sven Tumbas stipendium, även kallat Sven Tumbas minnesfond utdelades mellan 1959 och 1972 till den bästa spelaren i ungdomsishockeyturneringen TV-Pucken. Från 1972 delas det ut till den bästa forwarden. Märk väl att det var dubbla vinnare 1972. Stipendiet är sedan 2008 uppkallat efter den svenske hockeylegenden, och grundaren av turneringen, Sven Tumba.
Med start 2012 finns även ett Sven Tumba-stipendium som är tänkt att delas ut till personer som på ett inspirerande och nyskapande sätt skapar intresse för golf som sport.

## Sven Tumba-stipendiater
- 2008: Adam Petterson, Västerbotten
- 2009: Mattias Kalin, Stockholm
- 2010: Viktor Crus-Rydberg, Småland
- 2011: Fredrik Forsberg, Dalarna
- 2012: Einar Emanuelsson, Norrbotten
- 2013: Filip Forsmark, Västergötland
- 2014: Fabian Zetterlund, Värmland
- 2015: Lukas Wernblom, Ångermanland
- 2016: Albin Grewe, Stockholm N
- 2017: Alexander Holtz, Stockholm S
- 2018: Ludwig Persson, Göteborg
- 2019: Jonathan Lekkerimäki, Södermanland
- 2020 – Inget pris delades ut

## Bästa forward
- 1972: Jan Eriksson, Gästrikland
- 1973: Stefan Karlsson, Norrbotten
- 1974: Conny Silfverberg, Gästrikland
- 1975: Mats Näslund, Medelpad
- 1976: Ove Ohlsson, Dalarna
- 1977: Anders Björklund, Dalarna
- 1978: Jens Öhling, Stockholm
- 1979: Magnus Sandberg, Småland
- 1980: Reine Karlsson, Södermanland
- 1981: Mikael Hindrika, Dalarna
- 1982: Per Edlund, Södermanland
- 1983: Anders Nilsson, Småland
- 1984: Daniel Pettersson, Norrbotten
- 1985: Stefan Elvenes, Skåne
- 1986: Niklas Andersson, Göteborg
- 1987: Henrik Tettzell, Skåne
- 1988: Markus Näslund, Ångermanland
- 1989: Emil Skoglund, Dalarna
- 1990: Jesper Mattsson, Malmö
- 1991: Marcus Eriksson, Småland
- 1992: Tobias Thermell, Värmland
- 1993: Johan Ramstedt, Västerbotten
- 1994: Mattias Karlin, Ångermanland
- 1995: Henrik Sedin, Ångermanland
- 1996: Fredrik Sundin, Dalarna
- 1997: Martin Samuelsson, Stockholm
- 1998: Fredrik Sjöström, Göteborg
- 1999: Alexander Steen, Göteborg
- 2000: Robert Nilsson, Stockholm
- 2001: Sebastian Karlsson, Göteborg
- 2002: Tom Wandell, Södermanland
- 2003: Patrik Berglund, Västmanland
- 2004: Tony Lagerström, Stockholm
- 2005: Mikael Backlund, Västmanland
- 2006: André Petersson, Småland
- 2007: William Wallén, Stockholm

## Bästa spelare
- 1959: Uppgift saknas
- 1960: Folke Bengtsson, Dalarna
- 1961: Henric Hedlund, Västerbotten
- 1962: Uppgift saknas
- 1963: Ulf Barrefjord, Västerbotten
- 1964: Uppgift saknas
- 1965: Uppgift saknas
- 1966: Uppgift saknas
- 1967: Dan Labraaten, Värmland
- 1968: Martin Karlsson, Västerbotten
- 1969: Mats Waltin, Stockholm
- 1970: Roland Eriksson, Dalarna
- 1971: Uppgift saknas
- 1972: Thomas Gradin, Ångermanland